# کولبون
کولبون (انگلیسی: Colbún) شرکت برق شیلیایی است، که در سال ۱۹۸۶ تأسیس شد.